# Хамір Сінґх II
Хамір Сінґх II (гінді हम्मीर सिंह द्वितीय; 1762 — 6 січня 1778) — магарана князівства Мевар у 1773–1778 роках.

## Життєпис
Походив з династії Сесодія. Старший син Арі Сінґха II. Народився 1762 року. У березні 1773 року після вбивства батька знать забезпечила Хамір Сінґху трон. З огляду на молодий вік державними справами опікувалися регенти Баґ Сінґх. магараджа Карджалі, і Арджун Сінґх. магараджа Шивраті (стриєчні діди магарани), що намагалися поліпшити фінансовий стан князівства. 
Але знову повстав претендент Ратан Сінґх, що боровся ще з Арі Сінґхом II, який набув підтримки з боку пешви Нараян Рао. Проте вбивство останнього, того ж 1773, року дозволило регентам опанувати ситуацією, а війна маратхів з Британською Ост-Індською компанією, що почалася 1775 року, сприяла остаточно звільненю залежності від пешви.
Загинув магарана 1778 року внаслідок нещасного випадку — в його руках розірвалася рушниця. Трон перейшов до його молодшого брата Бгіми Сінґха.